# Вилела (язык)
Вилела (Atalalá, Chulupí~Chunupí, Uakambalelté, Vilela) — мёртвый индейский язык, принадлежащий языковой семье луле-вилела, на котором раньше говорили в городе Ресистенсия, около границы с Парагваем, на востоке центральной части провинции Гран-Чако в Аргентине. Также были диалекты околь, синипи, чинипи, из которых в настоящее время только жив диалект околь. Народ называет себя Waqha-umbaβelte — «говорящие на вакха» или «носители вакха».
Остальные люди народа вилела растворяются в среде окружающего их народа тоба и испаноговорящих горожан.